# Лазерные материалы
Ла́зерные материа́лы — вещества, которые используются в лазерах как активные среды. Лазерные материалы во многом определяют характеристики лазера: в первую очередь, длину волны его излучения и мощность, а также длительность импульса (для импульсных лазеров).

## Виды лазерных материалов
Лазерные материалы отличаются большим разнообразием:
- твёрдые: кристаллы, стёкла (аморфные), полупроводниковые материалы;
- жидкие: растворы органических красителей;
- газообразные: газы и их смеси, пары металлов;
- плазменные — возбужденная плазма в парах металлов, например, в цезии.

## История
В первом лазере, созданном в 1960 году, активной средой был кристалл рубина — твёрдого раствора Cr2O3 в Al2O3.
В первых лазерах использовали также смесь неона и гелия (1960), силикатное стекло с примесью ионов неодима (1961), арсенид галлия (1962). Уже к 1973 году было известно около 200 различных лазерных материалов.

## Критерии
Чтобы материал можно было использовать для генерации и управления излучением лазера, он должен обладать следующими свойствами:
- набор энергетических уровней (или зон), позволяющих воспринимать подводимую извне энергию для переброса электронов и с максимальным выходом преобразовывать её в электромагнитное излучение;
- высокая оптическая однородность;
- высокая теплопроводность;
- низкий коэффициент термического расширения;
- постоянство состава и свойств в условиях работы;
- для твёрдых материалов — высокая прочность, пригодность к механической обработке.